# نیروهای مسلح برزیل
نیروهای مسلح برزیل (به پرتغالی: Forças Armadas Brasileiras) یک نیروی نظامی متشکل از ارتش برزیل، نیروی دریایی برزیل و نیروی هوایی برزیل است. بودجهٔ این قوا در سال ۲۰۱۷ معادل ۲۹/۳ میلیارد دلار آمریکا بود که از این نظر در جهان رتبهٔ یازدهم را به خود اختصاص می‌دهد. نیروهای مسلح برزیل، از نظر تعداد سومین نیروی مسلح بزرگ قاره آمریکا است و پس از آمریکا و کلمبیا قرار می‌گیرد.